# Termoventilatore

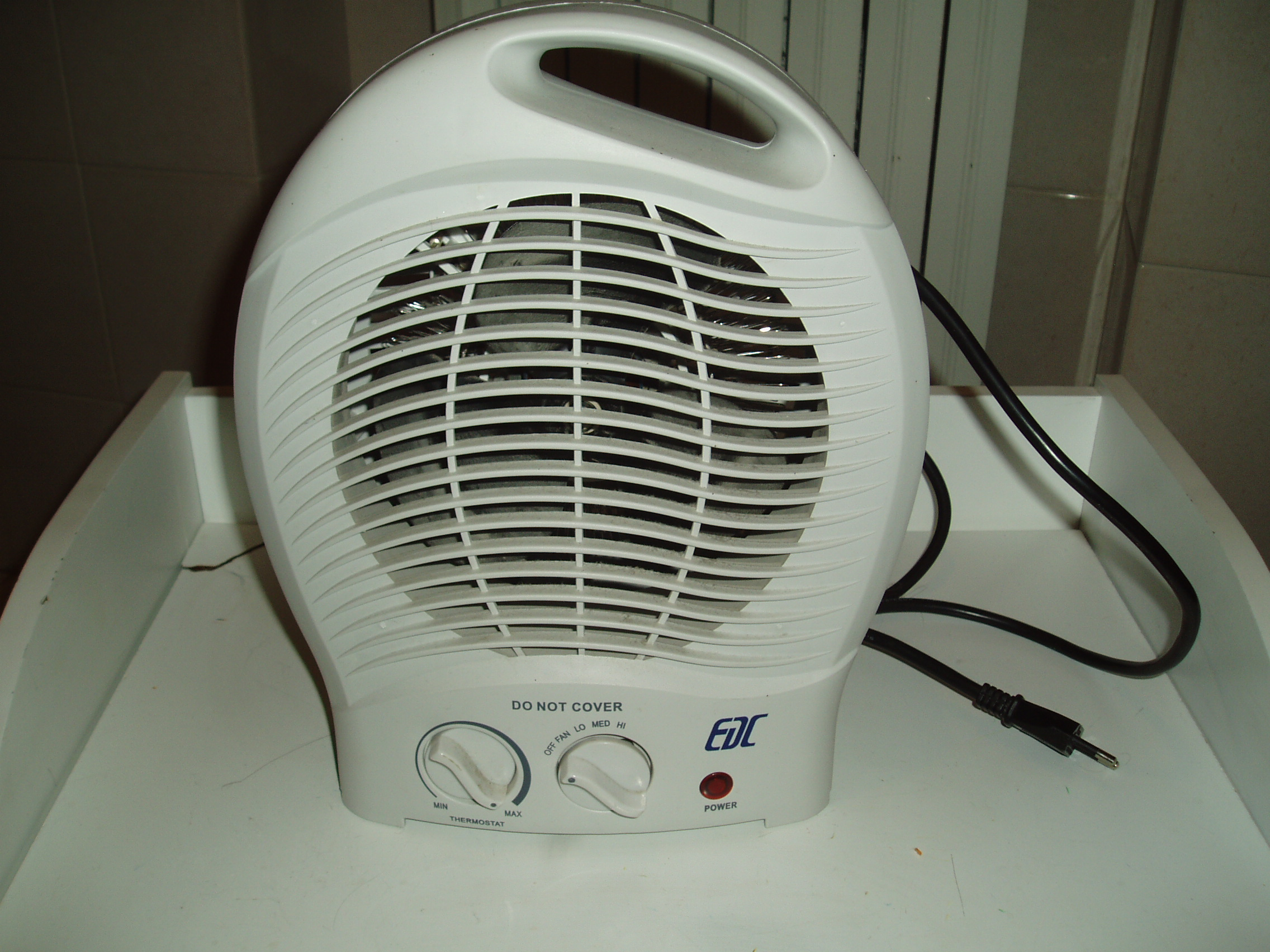
Un termoventilatore

Il termoventilatore è una stufa elettrica ventilata funzionante tramite un elemento resistivo e una ventola. Questi due componenti sono in grado di riscaldare l'ambiente.

## Composizione e funzionamento

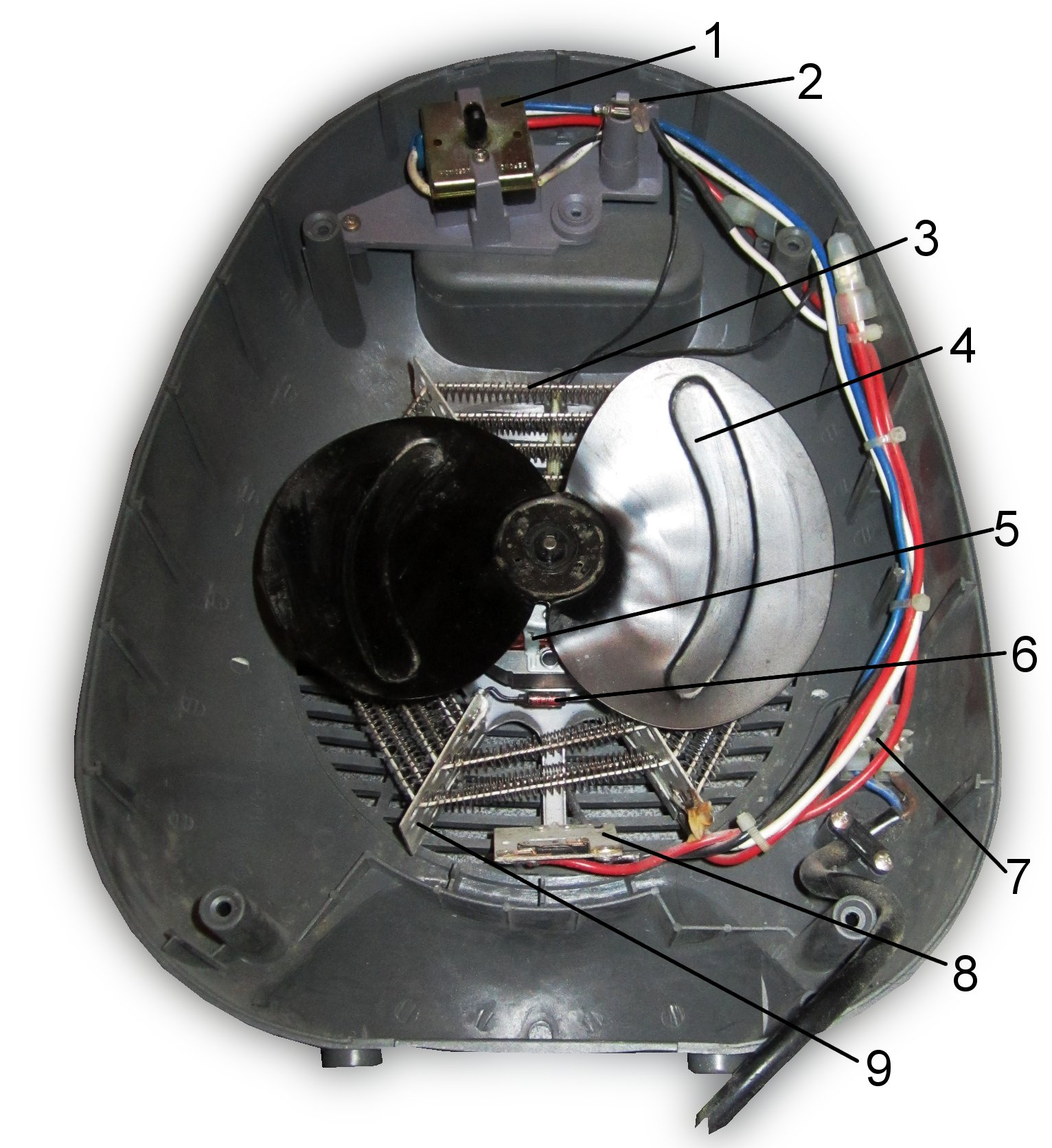
Componenti interni di un termoventilatore

Il termoventilatore è composto da una o più ventole, un elemento resistivo e schede di potenza e controllo. Una volta azionata, la ventola è in grado di muovere l'aria che, tramite l'elemento resistivo posto davanti o dietro di essa, viene riscaldata e poi soffiata nell'ambiente che si intende riscaldare accelerandone la circolazione. Esistono vari modelli: con controlli meccanici o elettronici, fissi o oscillanti, con resistenza a filo o ceramica. Può avere diverse forme: a colonna, può essere quadrato e così via. Alcuni modelli possono essere dotati di staffa per appenderli al muro. I termoventilatori possono essere muniti di un timer in grado di impostare l'accensione e/o lo spegnimento automatico. Il termoventilatore include anche un termostato che spegne l'apparecchio una volta superata la temperatura impostata.

## Versioni avanzate

### Termoventilatore industriale

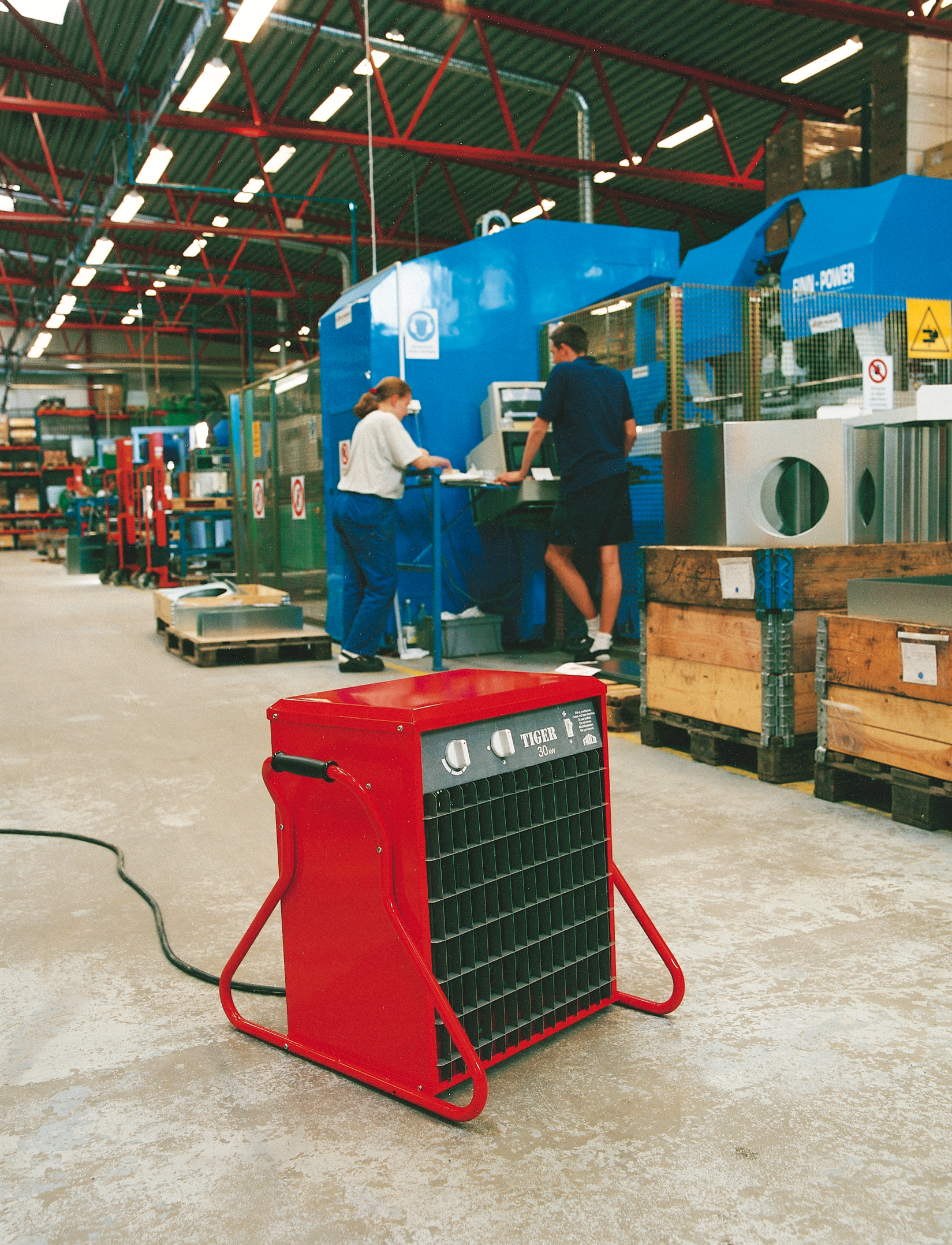
Un termoventilatore industriale per il riscaldamento di una fabbrica

Il termoventilatore industriale invece viene impiegato per il riscaldamento di fabbriche, capannoni industriali e altri spazi industriali. Questo apparecchio elettrico di grandi dimensioni rispetto ai comuni termoventilatori, è dotato di spina elettrica industriale collegabile all'omonima presa elettrica industriale.

### Termoventilatore senza pale

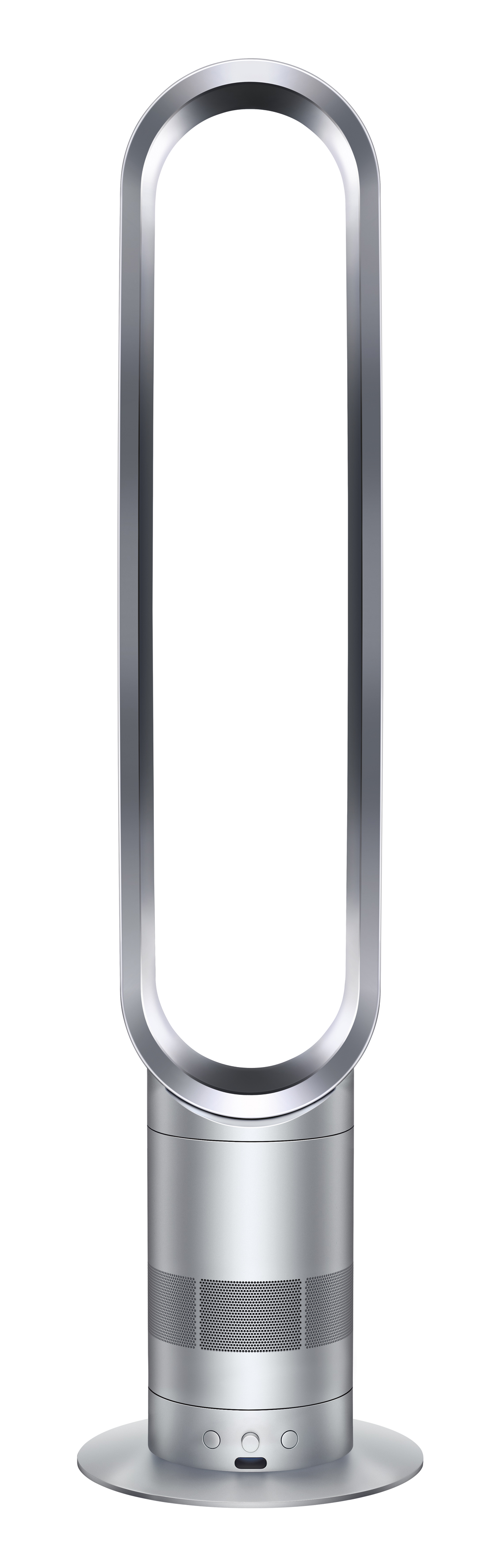
Un termoventilatore senza pale della Dyson

L'azienda inglese Dyson ha sviluppato una tecnologia all'avanguardia: il termoventilatore senza pale, che permette il riscaldamento rapido, uniforme e direzionato di un ambiente. Rispetto ad un classico termoventilatore dotato di ventola e resistenza elettrica, l'aria viene soffiata fuori da una turbina passando tramite un elemento riscaldante e venendo fuori riscaldata da un anello di forma ovale-rettangolare sfruttando l'effetto Coandă.

## Precauzioni
Evitare sempre il contatto con l'acqua in quanto è molto pericoloso ed è spesso la causa di incidenti domestici, anche mortali a causa di folgorazione.

## Galleria d'immagini

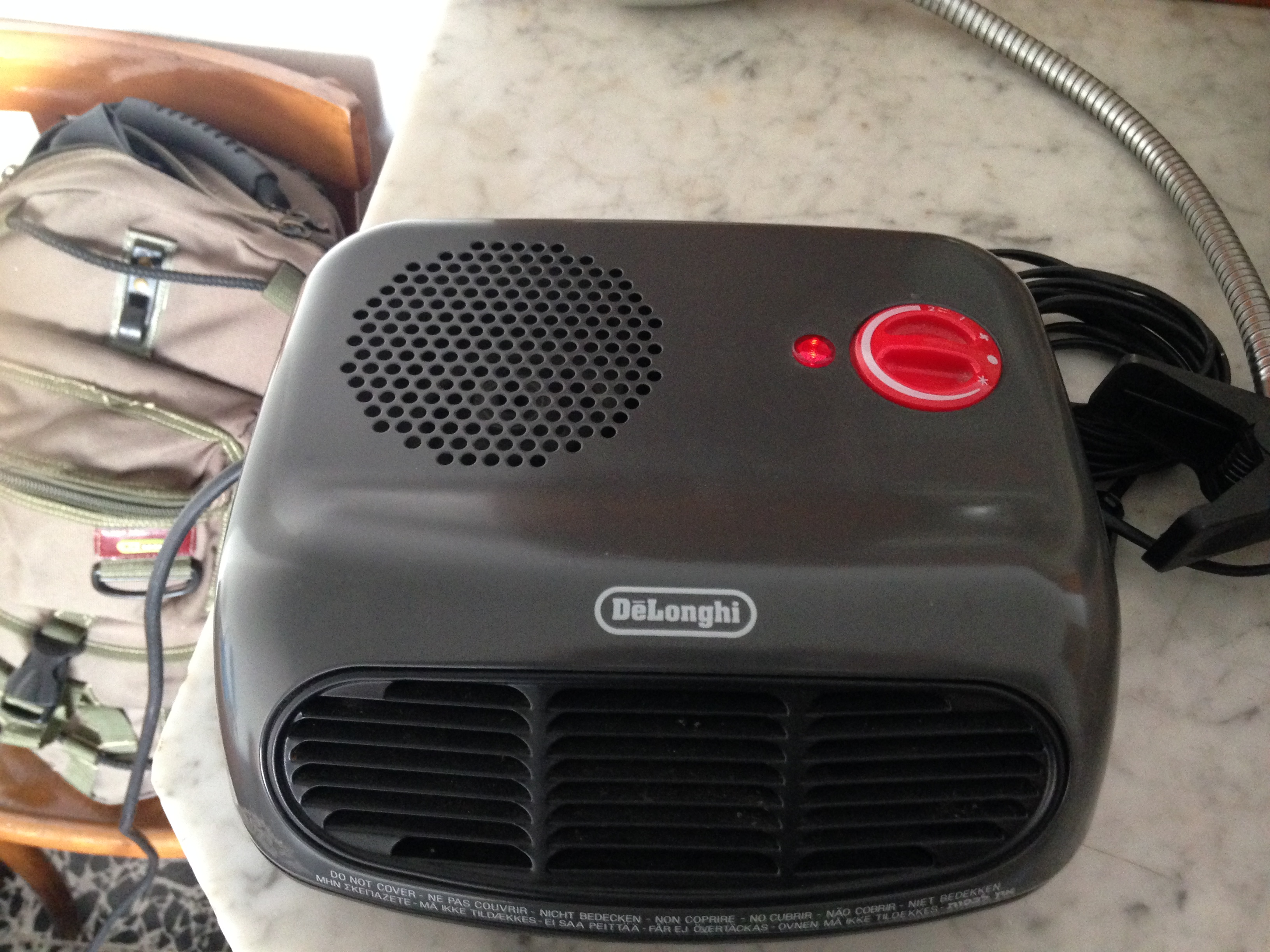
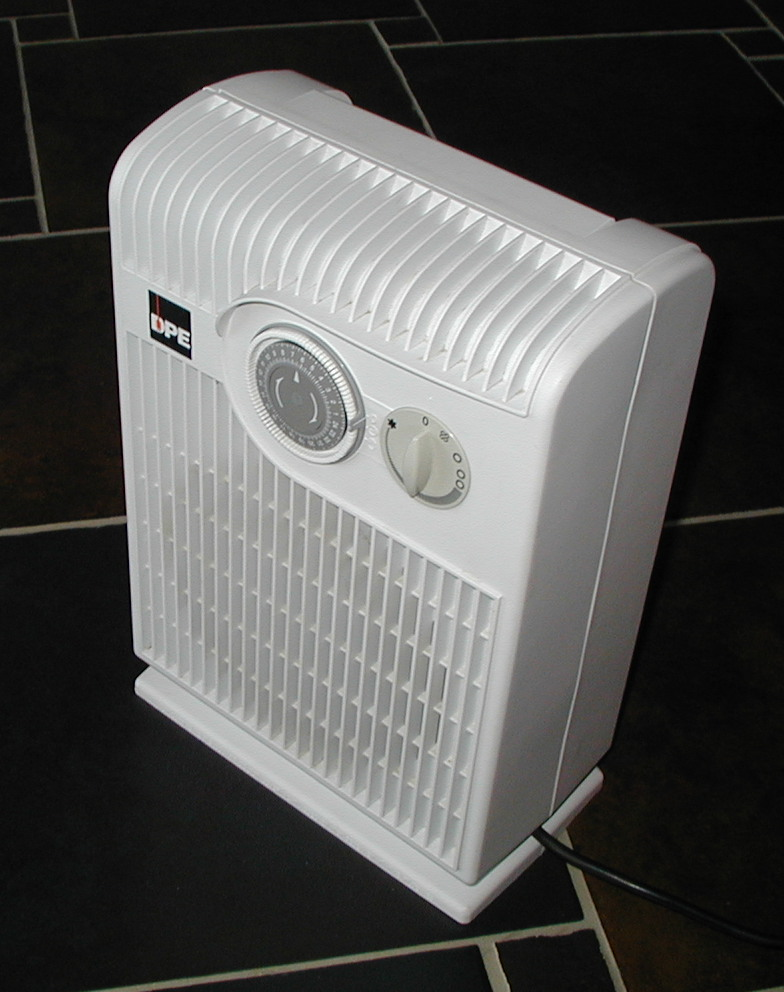
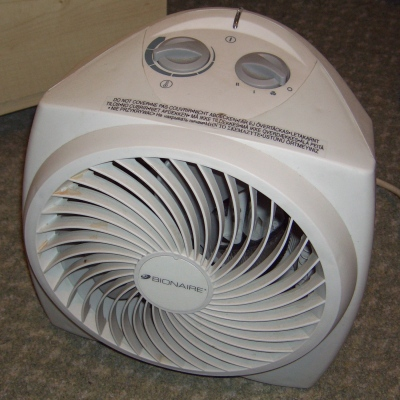
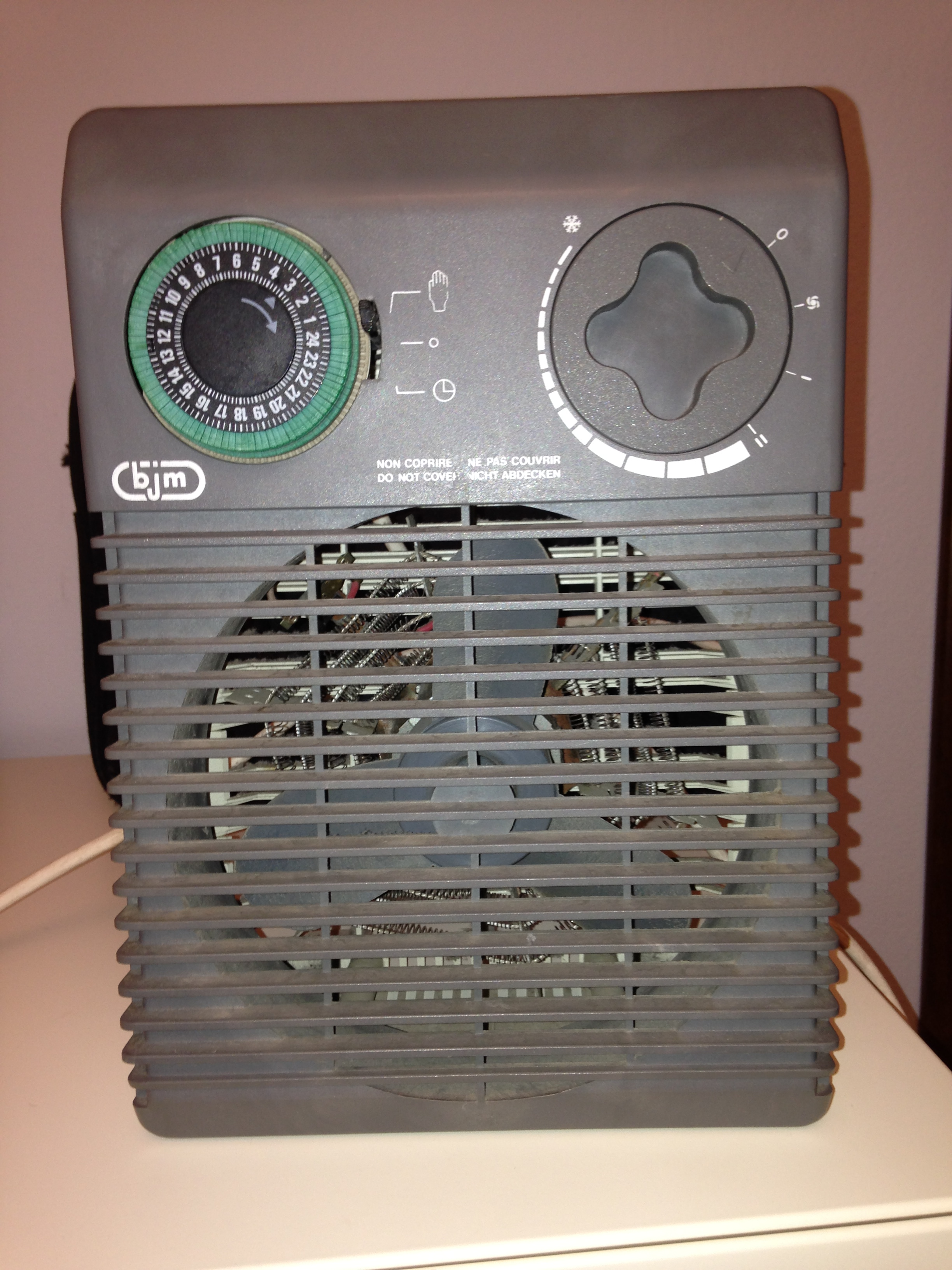
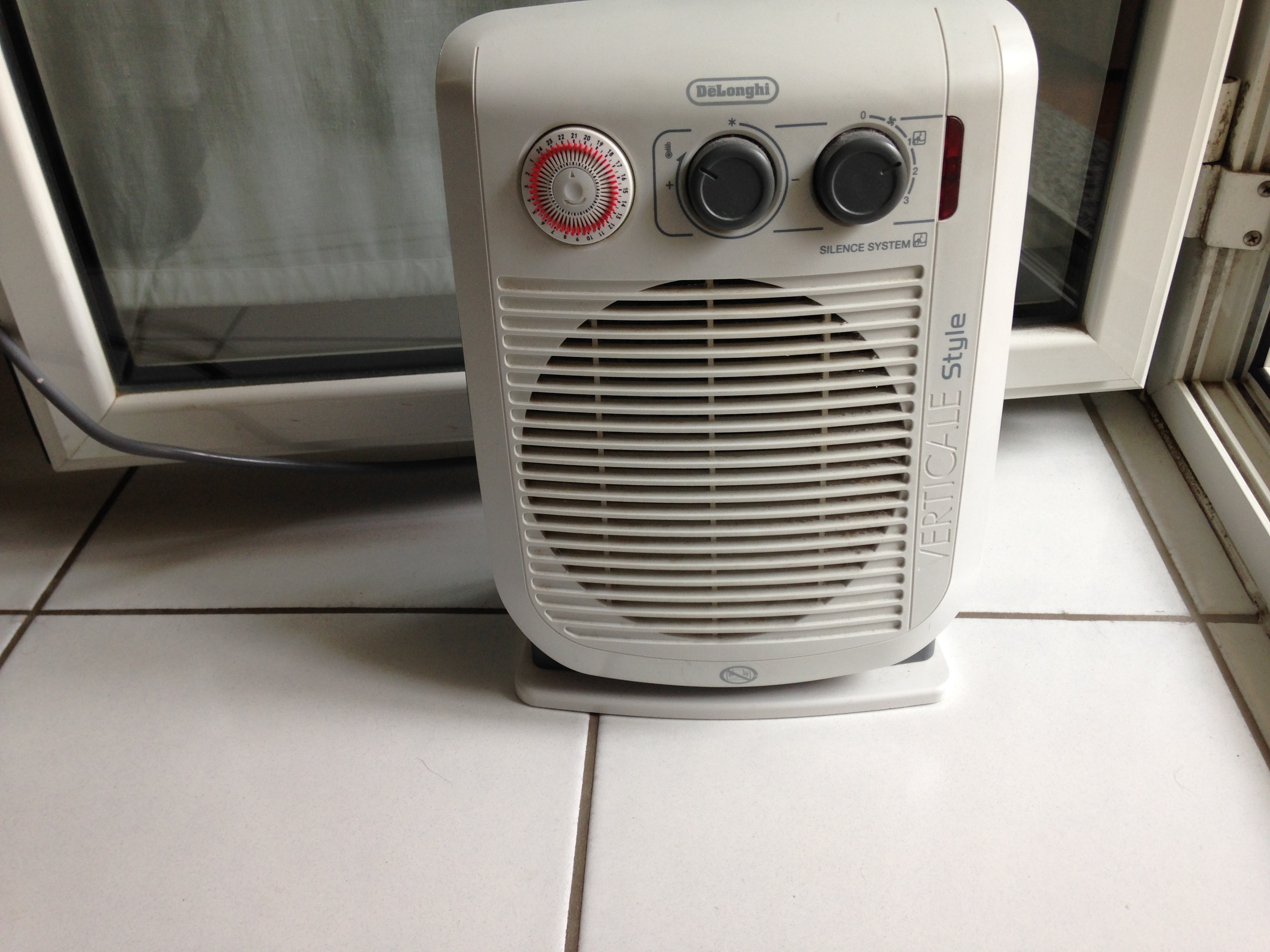